# مقاطعة كيسي (كنتاكي)
مقاطعة كيسي (بالإنجليزية: Casey County)‏ هي إحدى المقاطعات في ولاية كنتاكي في الولايات المتحدة الأمريكية.

## أعلام
- والاس ويلكينسون